# سید هاشم وکیل
سید هاشم وکیل (۱۲۶۵ سامره -۱۳۴۸ تهران) وکیل دادگستری، نمایندهٔ دورهٔ پانزدهم مجلس شورای ملی از حوزه انتخابیه تهران، از مؤسسین کانون وکلای دادگستری ایران و نخستین رئیس آن پس از استقلال نهاد وکالت در ایران بود. در زمان وزارت فیروز میرزا نصرت‌الدوله در عدلیه، بیش از یک سال ریاست دادگاه بدایت و ریاست محاکم ابتدایی در شهرهای رشت و تهران مشغول بود و در سال ۱۲۹۵ مجدداً به وکالت روی آورد.